# Boleslav
Boleslav je mužské jméno slovanského původu; jeho význam je „více slávy“. Jde o spíše polskou variantu (v Česku se vyskytuje převážně ve Slezsku) jména Václav (stejného významu). Ženskou variantou je jméno Boleslava. Za cizí obdobu je považováno jméno Magnus.

## Domácké podoby
Bolek, Boleček, Sláva, Slávek, Sláveček

## Statistické údaje
Následující tabulka uvádí četnost jména v ČR a pořadí mezi mužskými jmény ve srovnání dvou roků, pro které jsou dostupné údaje MV ČR – lze z ní tedy vysledovat trend v užívání tohoto jména:
| Rok       | Četnost   | Pořadí   |
| 1999      | 932       | 160.     |
| 2002      | 892       | 164.     |
| Porovnání | o 40 méně | o 4 hůře |
| 2006      | 824       | 187.     |
| 2013      | 700       | 458.     |

Změna procentního zastoupení tohoto jména mezi žijícími muži v ČR (tj. procentní změna se započítáním celkového úbytku mužů v ČR za sledované tři roky 1999-2002) je -3,6%, což svědčí o poklesu obliby tohoto jména.

## Data jmenin
- Český kalendář: 6. září
- Slovenský kalendář: 16. března

## Boleslav v jiných jazycích
- Slovensky, rusky, bulharsky: Boleslav
- Polsky: Bolesław
- Srbocharvátsky: Boleslav nebo Boljeslav

## Významné osoby se jménem Boleslav
V Česku:
- Boleslav – nejstarší syn českého krále Vratislava II. a jeho třetí manželky Svatavy Polské, kníže olomouckého údělu
- Boleslav I. Ukrutný – český kníže (915–967/972) má významem stejné jméno jako jeho bratr svatý Václav, ale tato cizí forma spíše odpovídá vlivu matky Drahomíry původem z Braniborska a orientující se na Sasko (dcera Boleslava I. se stala polskou kněžnou)
- Boleslav II. Pobožný – český kníže († 999), potomek Boleslava I., do přemyslovského státu patří rovněž část Slezska a Krakovsko
- Boleslav III. Ryšavý – český kníže (999 – 1003)
- Boleslav – syn Děpolta III. z vedlejší přemyslovské větve Děpolticů
- Boleslav Polívka – český herec

V Polsku například:
- Boleslav I. Chrabrý – polský kníže (966/967? – 1025)
- Boleslav I. Vysoký – slezský kníže (1127 – 1201)
- Boleslav I. Těšínský – těšínský kníže († 1431)
- Boleslav II. Smělý – polský král (11. století)
- Boleslav II. Lysý – vratislavský, hlohovský a lehnický kníže († 1278)
- Boleslav II. Mazovský – mazovsko-płocký kníže (1251 – 1313)
- Boleslav III. Křivoústý – polský kníže (1085 – 1138)
- Boleslav III. Marnotratný – lehnicko-břežský kníže († 1352)
- Boleslav IV. Kadeřavý – krakovský kníže (1125 – 1173)
- Boleslav IV. Opolský – opolský, falkenberský a střelecký kníže († 1437)
- Boleslav V. Stydlivý – krakovský kníže (1226 – 1279)